# Amin Wardak

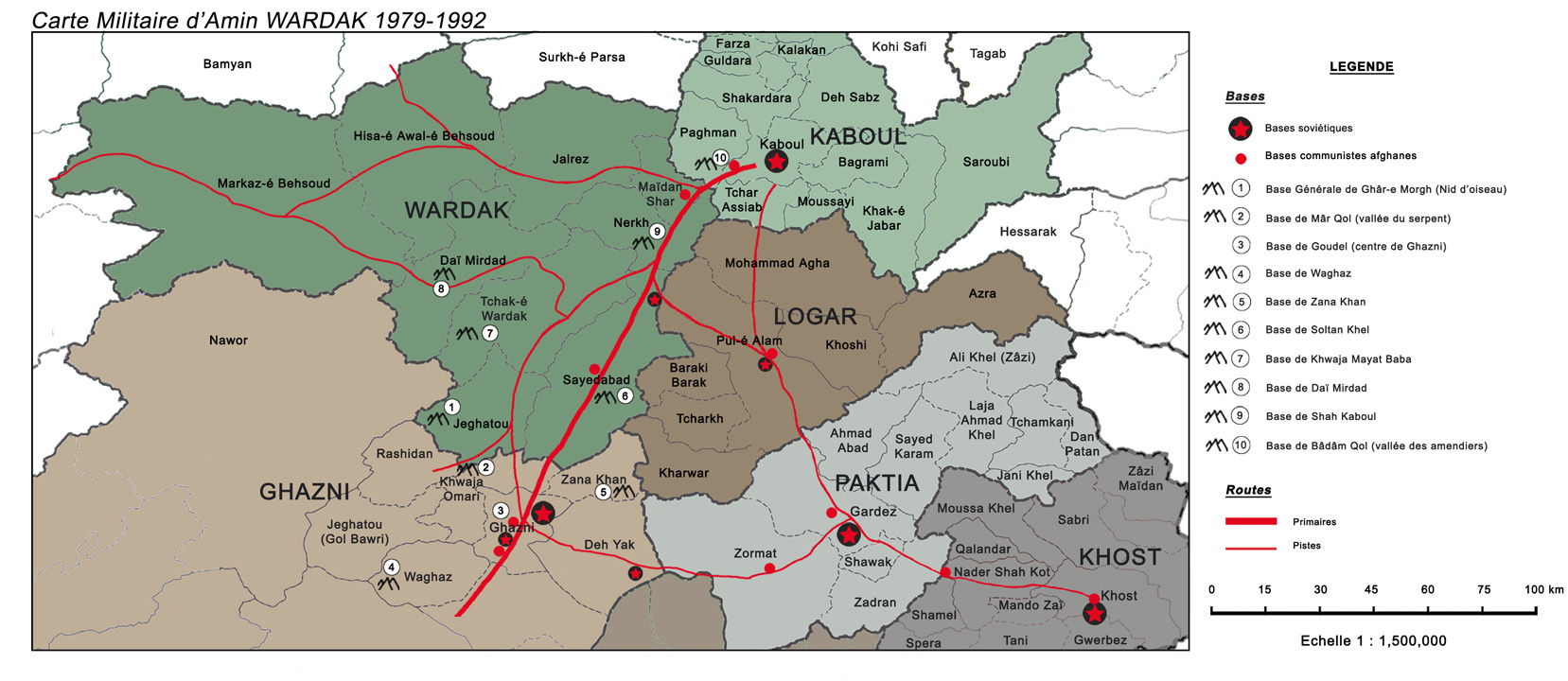
Carte militaire d'Amin Wardak (1979-1992).

Amin Wardak (né en 1951) est un ancien moudjahid afghan : il fut l’un des plus importants commandants de la résistance afghane face à l'armée soviétique lors de la première guerre d'Afghanistan (1979-1989).

## Biographie
Il est né en 1951 dans une famille de notables pachtouns régnant sur la province montagneuse du Wardak (sud-ouest de Kaboul), dont il porte le nom.
Amin Wardak a fait ses classes au lycée français de Kaboul, puis à la faculté de lettres de la capitale, au sein du département français. Il a commencé sa carrière comme fonctionnaire au ministère de l’Éducation nationale, avant de s’expatrier en Iran pour le compte d’une entreprise privée franco-iranienne.
Après le coup d’État communiste d’avril 1978 (la Révolution Saur), son père le rappelle en Afghanistan pour organiser la résistance au nouveau régime communiste afghan dans sa province. À l’été 1978, cet intellectuel, qui avait fait son service militaire obligatoire d’un an, libère son territoire par les armes. La quasi-totalité du Wardak demeurera inaccessible aux Soviétiques durant toute la durée de la guerre soviéto-afghane.
Au début de la guerre, Amin Wardak a dû s'affilier au parti de Sayed Ahmad Gailani (en), le chef du Mahaz-i islami, parti modéré d’obédience royaliste connu en Occident sous l’appellation de Front national islamique (en), car l'adhésion à un parti était imposée par le Pakistan à chaque Afghan, dès lors que ce dernier souhaitait entrer en territoire pakistanais dans le but de recevoir une quelconque aide.
Amin Wardak a aussi opté très tôt pour un rapprochement avec les Occidentaux. Il accueille en particulier dans sa zone les humanitaires et journalistes français. En échange, ils lui ouvrent des portes à Paris, Londres et Washington afin de médiatiser la cause afghane.
Autant chef de guerre (il sera légèrement blessé plusieurs fois au combat) que leader politique, Amin Wardak mène de front la résistance militaire et civile. Il harcèle l’Armée rouge dans ses positions fortifiées aux abords des grandes villes et le long des principaux axes de communication traversant sa province. En période de calme, il développe les infrastructures civiles et économiques locales. Il veut inciter les habitants à renoncer à l’exode en dépit des traumatismes causés par la guerre et les bombardements aériens soviétiques.
Dès la troisième année du conflit, son autorité s’étend sur toute la province. Les Soviétiques, occupent la capitale, Maïdan Shar, située 25 km à l’ouest de Kaboul, mais leurs unités ne s’aventurent jamais au-delà d’un rayon de 5 km. Amin Wardak étend aussi son influence sur une bonne partie de la province de Ghazni, située au sud du Wardak. Il conquiert la moitié de sa capitale, Ghazni, et tient deux bases dans la province de Kaboul.
En 1992, Amin Wardak entre en vainqueur dans Kaboul. Deux mois plus tard, lorsque s'affrontent certaines factions rivales de la résistance, il marque son désaccord total avec la stratégie des partis politiques afghans qui commencent à se battre pour le pouvoir, et il retourne dans sa province.
Toujours en 1992, afin d'administrer sa province, il organisera ainsi les premières élections libres dans l'histoire de l'Afghanistan durant lesquelles son frère Rohani sera élu gouverneur. Pendant que la guerre de pouvoir fait rage dans les principales villes d'Afghanistan à partir de 1992, il refuse toute implication. Critiquant les chefs de guerre responsables des conflits internes, Amin Wardak tente d’être un médiateur. En vain. Ne renonçant pas, malgré les difficultés, à créer un regroupement, Amin institue un conseil avec quelques commandants et personnalités comme le remarquable Abdoul Haq (mort dans un guet-apens fin 2001 en Afghanistan). Cette initiative est ressentie comme concurrente par les partis afghans installés à Peshawar (Djamiat-e-Islami de Burhanuddin Rabbani et Hezb-e-Islami de Gulbuddin Hekmatyar) qui décident d’en éliminer les cadres : Abdoul Haq quitte Peshawar pour Dubaï, Amin Wardak pour Paris. La semaine suivant son départ, les compagnons éminents de son conseil sont assassinés. Mais le premier sur la liste des hommes à abattre n’était autre qu’Amin.
Il est réfugié politique en France depuis 1995.
« Pour beaucoup, Amin Wardak est le héros d’une épopée moderne. Il s’est fait connaître dans son pays comme des médias occidentaux, en tant que combattant, en tant que chef admiré et prestigieux, mais aussi par son souci permanent de protéger la population de sa région et de lui apporter éducation et développement. Il s’est également impliqué avec passion dans les projets de reconstruction politique de son pays. Amin Wardak continue toujours à faire entendre la voix de son pays, avec la volonté de le voir renaitre libre. Il propose des solutions concrètes pour tenter de résoudre la crise afghane. C’est son combat aujourd’hui. »

## Publication
- (écrit avec Christine de Pas) Amin Wardak, Mémoires de guerre, 2009, éditions Arthaud[2].